# Albeo de Emly
Albeo, Ailbhe, Alibeo o Elvis, fue considerado como el principal obispo 'pre-Patricio' de Irlanda (aunque su muerte se registró a principios del siglo VI).
Poco se sabe de Ailbe que pueda considerarse fiable: en fuentes irlandesas del siglo VIII se le considera el primer obispo de Emly en Munster. Fuentes galesas del siglo XI lo asocian con David de Gales a quien se le atribuye el bautismo y fuentes del siglo XVI incluso le dan una genealogía galesa local que lo convierte en un antiguo bretón.
Ailbe es venerado como uno de los cuatro grandes mecenas de Irlanda. Su fiesta es el 12 de septiembre. Es el santo patrón de la Arquidiócesis de Cashel y Emly.

## Hagiografía
En una leyenda que se remonta a la Vita, o 'Vida del santo', el padre de Ailbhe huyó del rey Cronan antes del nacimiento del niño. Los sirvientes de su madre, a quienes el rey ordenó matar al bebé, lo colocaron en una roca en el desierto, donde fue encontrado y amamantado por una loba. Mucho después, cuando Ailbe era obispo, una vieja loba perseguida por un grupo de caza corrió hacia el obispo y apoyó la cabeza en su pecho. Ailbe protegió a la loba y, a partir de entonces, la alimentó a ella ya sus cachorros todos los días desde su salón. Ailbe fue descubierto en el bosque visitando britones: se dice que estos padres adoptivos britones planearon dejarlo en Irlanda cuando regresaran a casa, pero no pudieron hacer el paso constante y milagrosamente hasta que consintieron en llevárselo con ellos. Luego se llevaron a Ailbe con ellos cuando regresaron a Gales (Vita Albei 2).
Una tradición que también se remonta a la primera Vita (Vita Albei 9) sostenía que fue a Roma y fue ordenado obispo por Hilario, que entonces era Papa. Al ser ordenado en Roma, se dice que alimentó a la gente de la ciudad durante tres días antes de regresar a casa. Al final de su vida, llegó un barco sobrenatural y abordó para conocer el secreto de su muerte. Al regresar del mundo de las hadas, regresó a Emly para morir y ser enterrado.
La primera Vita afirma que San Ailbe fue bautizado por Paladio (Vita Albei 2), algo que podría ser compatible con la tradición que lo convirtió en un evangelizador 'pre-patricio' de Irlanda (ya que se registró que Paladio fue enviado a Irlanda en 431, probablemente antes de la época de Patricio). El año de su muerte, 528, que se registra en los 'Annals of Innisfallen' (compilados en Emly probablemente en 1092), no es, sin embargo, compatible con una carrera 'pre-patricia'. Sin embargo, bien puede ser un reflejo del hecho de que muchos de esos obituarios (registros de la fecha de la muerte) de los santos irlandeses se agregaron retrospectivamente a los anales.
Se dice que Ailbhe fundó el monasterio y la diócesis de Emly (irlandés: Imlech), que se volvió muy importante en Munster. Se dice que fue responsable de la donación de tierras insulares por parte del rey Aengus para el monasterio de San Enda. También está asociado con la fundación del convento de Clane en el siglo VI, en el moderno condado de Kildare.

## Conexión con Gales
La Vida de San David, escrita por Rhigyfarch a finales del siglo XI, afirma que Ailbe bautizó a David, el santo patrón de Gales. En las tradiciones galesas, luego adoptó al niño mientras se desempeñaba como obispo de Menevia (actual Saint David's) antes de partir para misionar el sur de Irlanda. También fue considerado como el fundador de Llanailfyw o Saint Elvis en Pembrokeshire.
Las fuentes galesas tardías le dan una ascendencia británica. Así, en el siglo XVI, Achau’r Saint registra "Eilvyw a Dirdan Saint Breudan" (variante: "Breudain") mientras que un manuscrito de Bonedd y Saint graba "Ailvyw vab Dirdan". Esto lo convertiría en un descendiente de Guorthemir, y un primo de los santos David, Cybi y Sadyrnin.

## Origen precristiano de su nombre
El profesor Pádraig Ó Riain sugiere que el culto de Ailbe puede tener orígenes precristianos. El nombre Ailbe figura ampliamente en un contexto de cuento popular irlandés, con sus orígenes probables principalmente en la mitología pagana precristiana. Por ejemplo, Ailbe era el nombre del 'sabueso divino' en "El cuento del cerdo de Mac Da Thó" asociado con la Mag Ailbe o 'llanura de Ailbe', donde se encontraba la Lia Ailbe o 'piedra de Ailbe'. El 'sabueso divino' Ailbe defendió a Leinster, cuyo centro principal era Aillen, cuyo epónimo femenino, Aillen, poseía una maravillosa perrita faldera, Ailbe, de acuerdo con el Dindsenchas métrico. A estas asociaciones caninas se podría comparar la tradición que identificó al padre de Ailbe como Ol-chu (Olcnais en la Vita Albei), 'gran sabueso', así como la historia (probablemente relacionada) del niño Ailbe cuidado por una loba.
'Ailbe Grúadbrecc' era hija de Cormac mac Airt (primer rey mítico irlandés) y esposa (al igual que su hermana Gráinne) de Fionn mac Cumhaill. Ailbe era también el nombre de varias de las fianna. Una 'Ailbe' era hija de Mider, hijo de Dagda.

## El nombre Ailbe
El nombre Ailbe se explica en la Vita Albei como derivado de ail 'una roca' y beo, 'vivo'. En palabras de Baring Gould y Fisher se trata de "una etimología muy dudosa". Está claramente relacionado con la historia de su exposición detrás de una roca después de su nacimiento, antes de ser cuidado por un lobo (Vita Albei 2) y se parece mucho a una etimología popular. Sin embargo, podemos observar una asociación esporádica de Ailbe (como santo o figura mitológica) con 'rocas' (ail irlandés). La Lia Ailbe (piedra de Ailbe) en el Magh Ailbe (llanura de Ailbe) puede tener un origen tautológico, mientras que una Sliabh Ailbe se asoció con una figura legendaria Ailbe en Duanaire Finn. El Inbher Ailbhine mencionado en la Vita Patricii de Tirechan (Tirechan 5.2) puede contener ail, "una roca", según Watson. Es en un "maravilloso altar de piedra (roca prominente con asociaciones religiosas) en la montaña de Ui Ailello" donde se dice que Patricio instaló el segundo San Ailbe (de Sencua), probablemente en el sitio antiguo de la iglesia de Shancoe, Condado de Sligo, donde una gran roca domina un pozo. Todo esto podría explicarse mejor mediante un proceso típico de asimilación de sonido de ail 'roca' al nombre ail-be.
La raíz albho- 'blanco, brillante' como en latín albus, 'blanco' parece figurar en los nombres de varias deidades o semideidades, o nombres con probables asociaciones mitológicas: de ahí el Mons Albanus. Albula como antiguo nombre del Tíber y la legendaria Alba Longa en Lacio; las deidades germánicas Albiahenae, la profetisa semidivina, Albruna, mencionada por Tácito (latín vulgar Aurinia: Germania 8) o los seres espirituales o demoníacos del mundo germánico, que en el inglés moderno están representados por la palabra 'elfo'; Alphito, que fue registrado como el nombre de una 'ogresa' o 'insecto de guardería' y bien podría haber sido apropiado para un estrato anterior de dioses griegos; y posiblemente el 'Rbhus' de la mitología india y el Rhig Veda. Esta raíz también se puede encontrar en los nombres de deidades celtas como Albarinus, Albocelo (si no contienen el latín Albus) y posiblemente la deidad Albius registrada en una sola inscripción de Aignay-le-Duc.
Sin embargo, la raíz albho- 'blanco, brillante' no figura en irlandés ni en ninguna de las lenguas celtas existentes. Puede figurar en el idioma celta de la antigua Galia (como en los nombres anteriores) pero, de hecho, puede haber sido tomado prestado de la antigua lengua ligur (la raíz es muy común en los nombres de lugares de la antigua Liguria). Sin embargo, aparece la raíz albi(i̭)o-, 'mundo' en las lenguas celtas británicas: como se ve, por ejemplo, en Wesh elfydd, 'mundo, tierra'. De hecho, se ha argumentado convincentemente que esta raíz está relacionada con la raíz albho- 'blanco, brillante' y ciertamente aparece en el nombre divino galo albio-rix ("rey del mundo", paralelo a Dumno-rix y Bitu-rix de significado similar). Sin embargo, no aparece en irlandés, con una única excepción: el nombre irlandés para 'Gran Bretaña', que es la versión irlandesa del nombre Albión que se encuentra en fuentes antiguas como el nombre más antiguo registrado para Gran Bretaña. Esto aparece en irlandés como Albe-, Alpe- y Albu, Alpu. Sin embargo, no hay una explicación obvia para que este nombre aparezca en la forma ailbe y la raíz albi(i̭)o- no tomaría esa forma en irlandés, según la forma en que se desarrolló normalmente el idioma. La i, en la ai de Ailbe, no es una vocal completa pero representa un "deslizamiento" audible antes de una l palatizada. Esta l palatizada, con i-glide no se encuentra en el irlandés Albu, 'Gran Bretaña'.
Todo esto hace que la forma precisa del nombre Ailbe, en irlandés, sea posiblemente algo misteriosa.
- Datos: Q4531465
- Multimedia: Saint Ailbe / Q4531465